# مقاطعة ديلاوير (أوهايو)
مقاطعة ديلاواير (بالإنجليزية: Delaware County)‏ هي إحدى مقاطعات ولاية أوهايو في الولايات المتحدة الأمريكية.

## أعلام
- بنسون دبليو هوغ
- وليام روسكرانس
- جون ك. لي